# Lumut Maju
Lumut Maju is een bestuurslaag in het regentschap Tapanuli Tengah van de provincie Noord-Sumatra, Indonesië. Lumut Maju telt 791 inwoners (volkstelling 2010).